# Kawagoe, Saitama
Kawagoe (川越市, Xuyên Việt thị) là thành phố thuộc tỉnh Saitama, Nhật Bản nằm cách quận Shinjuku hoặc Ikebukuro ở Tokyo khoảng 30 phút đi tàu điện. Đây là một đô thị trung tâm vùng của vùng Nam Kantō và cũng đồng thời là một đô thị trung tâm văn phòng của vùng thủ đô Tōkyō. Nơi đây còn được biết đến với tên gọi "Tiểu Edo" （小江戸, Ko-Edo, Tiểu Giang Hộ) với những công trình đã có lâu đời như đền Kawagoe Hikawa (氷川神社, Băng Xuyên thần xã), đã được xây dựng từ 1500 năm trước với những chuông gió kết duyên, điện Honmaru của thành Kawagoe (川越城 本丸御殿, Xuyên Việt thành Bản Hoàn ngự điện), chùa Naritasan Kawagoe Betsuin (成田山川越別院, Thành Điền Sơn Xuyên Việt biệt điện), chùa Kita-in (喜多院, Hỷ Đa viện), đền Kawagoe Hachimangu (川越八幡宮, Xuyên Việt Bán Phiên Cung) có lịch sử hơn 1000 năm, tháp đồng hồ Toki no Kane (時の鐘, Thời chung) cùng những con phố mang kiến trúc thời Edo.
Tính đến ngày 1 tháng 1 năm 2006, thành phố có khoảng 332.846 dân (130.436 hộ) và mật độ khoảng 3.049 người/km² với tổng diện tích 109.16 km².

## Gallery

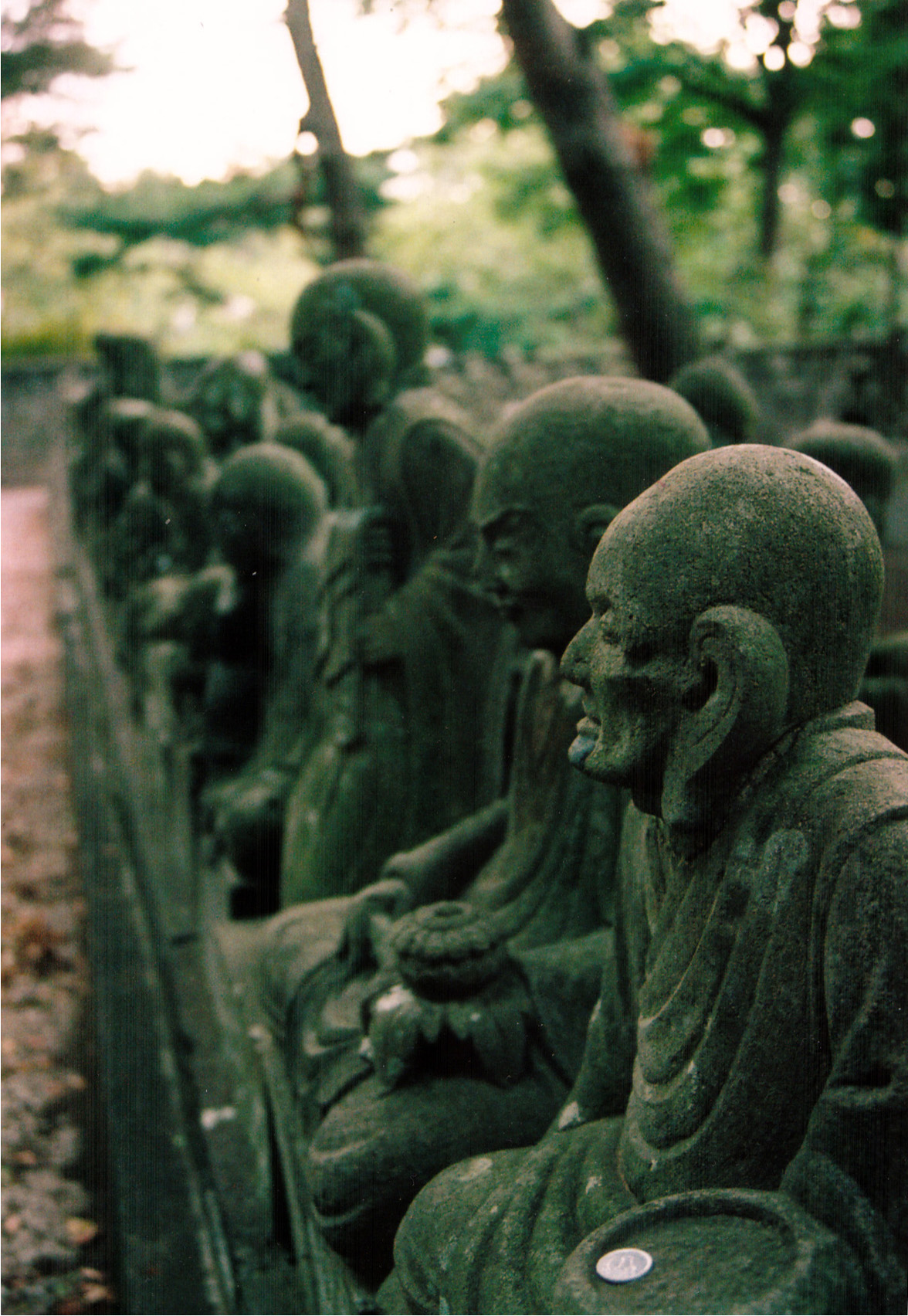
Những bức tượng Gohyaku Rakan tại chùa Kitain
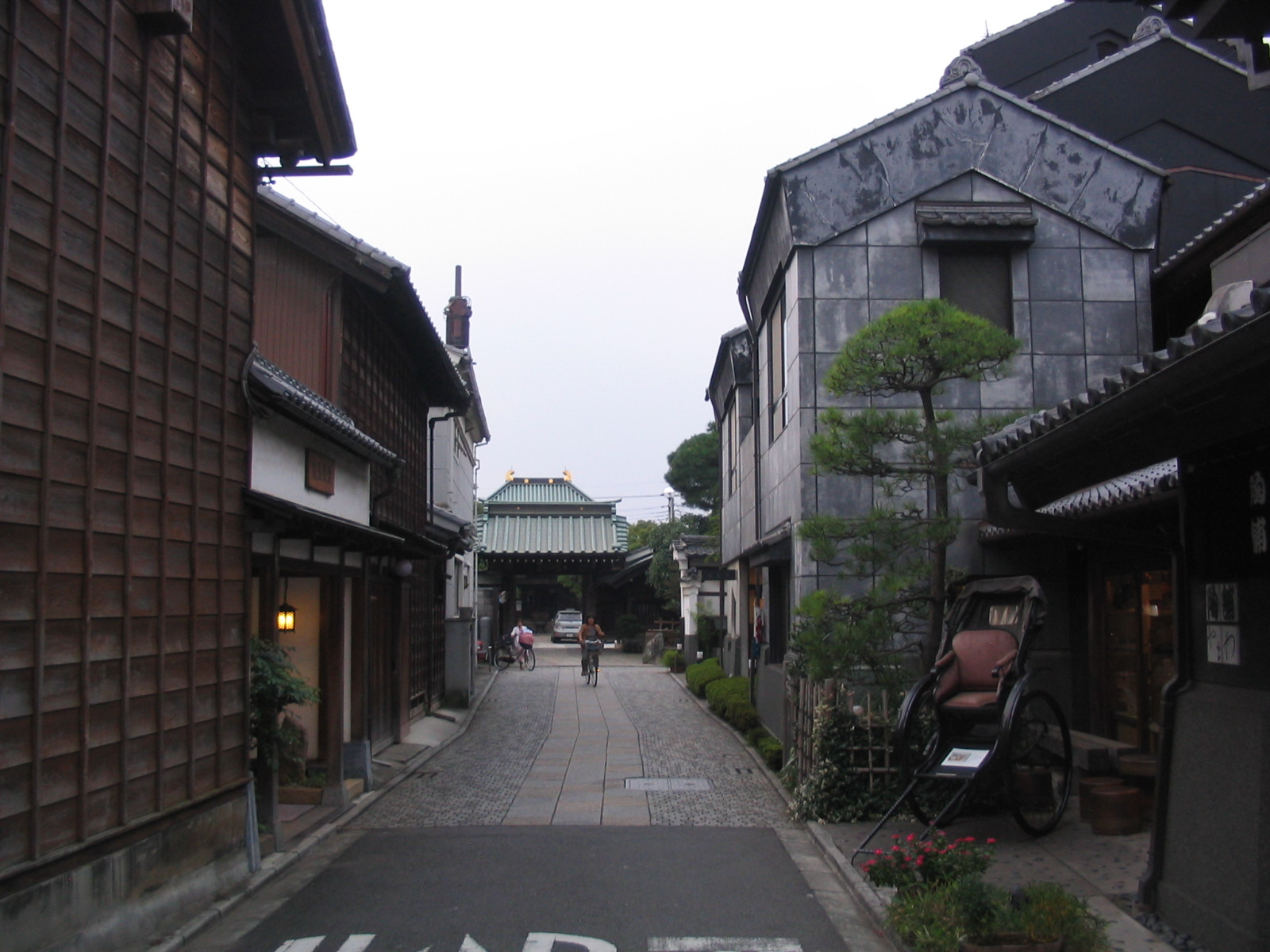
Ngõ truyền thống của Nhật
Đèn lồng tại lễ hội Kawagoe, tổ chức hai ngày vào tháng 10.Đèn lồng tại lễ hội Kawagoe, tổ chức hai ngày vào tháng 10.